# Eugène Stockis
Eugène Stockis (Luik, 4 augustus 1875 - aldaar, 25 augustus 1939) was een Belgische wetsdokter, verbonden aan de Universiteit van Luik, en een van de voornaamste pioniers van de dactyloscopie in België.

## Biografie
Stockis haalde zijn doctoraat in geneeskunde, chirurgie en verloskunde in 1899, met als specialiteit "Gerechtelijke Geneeskunde". Hij ontving de titel "docteur spécial en Médecine légale" in 1909. 
Hij was lesgever "médecine légale" (gerechtelijke geneeskunde) vanaf 1919, "éléments de Médecine légale" aan de rechtsfaculteit vanaf 1921 en aan de "School voor criminologie en criminalistiek" van het ministerie van justitie vanaf 1920. In 1925 beëindigde hij zijn taken als lesgever.